# Дорош Йосип Мирославович
Дорош Йосип Мирославович (нар. 23 жовтня 1962) — український науковець, фахівець у галузі земельних відносин. Доктор економічних наук, професор кафедри земельного кадастру Національного університету біоресурсів і природокористування України. Директор державного підприємства «Київський науково-дослідний та проектний інститут землеустрою» (2003—2016). Член—кореспондент НААН України. Заслужений працівник сільського господарства України (2007). Нагороджений відзнакою «Почесний землевпорядник України». Головний редактор журналу «Землеустрій, кадастр і моніторинг земель».

## Життєпис
У 1988 році закінчив Львівський сільськогосподарський інститут (нині Львівський національний аграрний університет).
З 2003 по 2016 обіймав посаду директора державного підприємства «Київський науково-дослідний та проектний інститут землеустрою».
У 2007 році захистив кандидатську дисертацію. У цьому ж році присвоєно почесне звання «Заслужений працівник сільського господарства України».
Упродовж 2008—2015 рр. працював старшим викладачем, доцентом та професором кафедри управління земельними ресурсами Національного університету біоресурсів і природокористування України за сумісництвом.
У 2012 році захистив докторську дисертацію.
З вересня 2015 р. і по теперішній час — професор кафедри земельного кадастру Національного університету біоресурсів і природокористування України.
В грудні 2015 р. стосовно Дороша Йосипа Мирославовича було відкрито кримінальне провадження (ЄРДР № 12015100090011970 від 08 грудня 2015 року), надалі предʼявлено обвинувачення у вчиненні кримнальних правопорушень, передбачених ч. 2 та ч. 3 ст. 191 та ч. 1 ст. 366 КК України (привласнення, розтрата майна або заволодіння ним шляхом зловживання службовим становищем), яке сформульовано в обвинувальному акті та підтримане прокурором під час судового розгляду. Вину Дороша Йосипа Мирославовича стороною обвинувачення доведено не було.

## Монографії
- Дорош Й. М. Еколого-економічні основи формування інституту обмежень та обтяжень при використанні земель. — К.: ТОВ «ЦЗРУ», 2007. — 236 с.
- Дорош Й. М. та ін. Земельна реформа на регіональному рівні (на прикладі Київської області за 1991—2011 рр.): Монографія / Й. М. Дорош, С. О. Осипчук, М. П. Стецюк, О. С. Дорош / за заг. ред. Й. М. Дороша — К.: ЗАТ «ВІПОЛ», 2011. — 188 с. — Бібліогр.: с. 177—182.
- Дорош Й. М. Теоретико-методологічні основи розвитку земельних відносин в Україні: Монографія / Й. М. Дорош. — К.: ВІПОЛ, 2011. — 286 с.